# Ochthebius strigosus
Ochthebius strigosus är en skalbaggsart som beskrevs av Champion 1921. Ochthebius strigosus ingår i släktet Ochthebius och familjen vattenbrynsbaggar. Inga underarter finns listade i Catalogue of Life.